# Swedbank

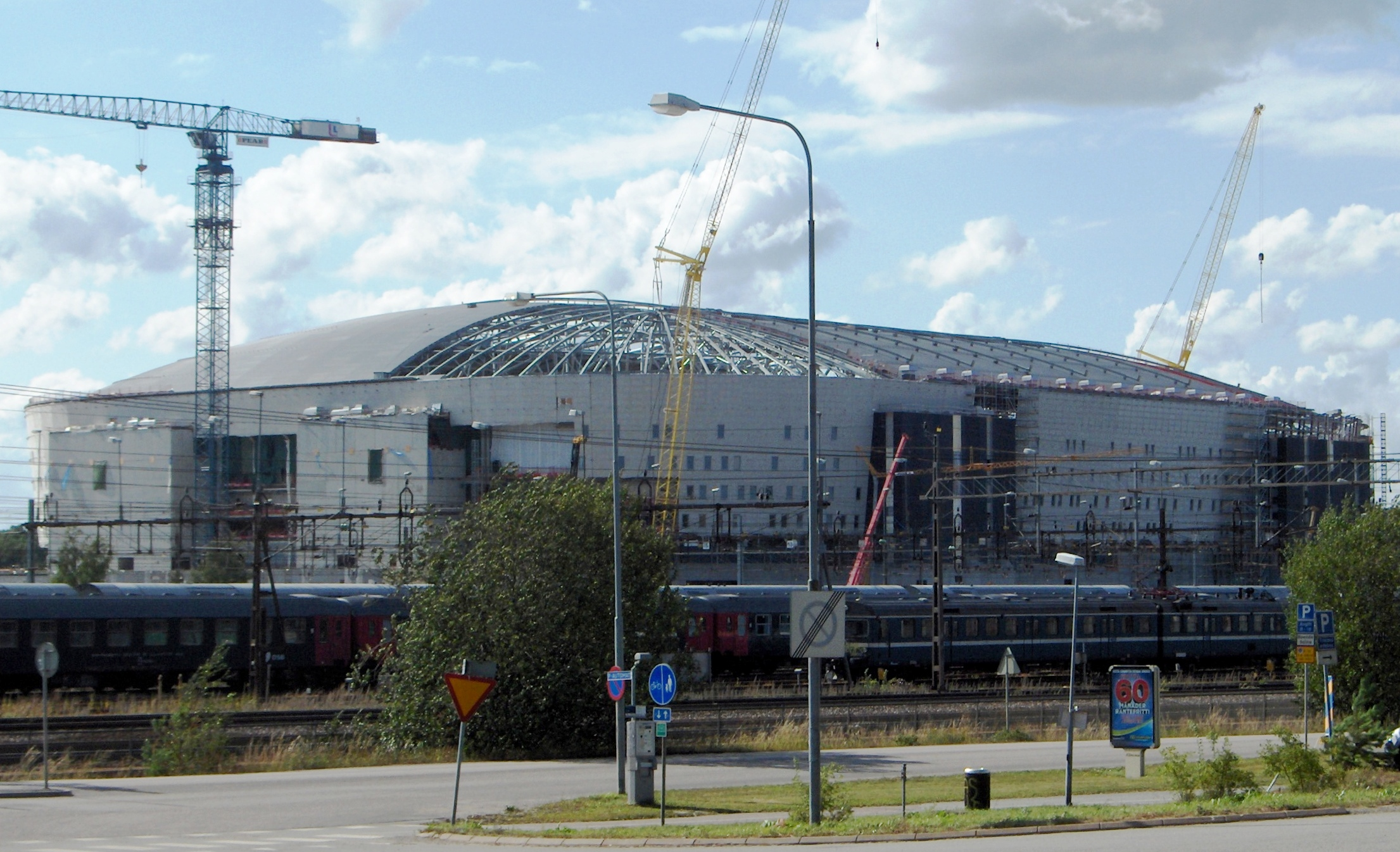
Swedbank Arena (heute: Friends Arena) in Solna bei Stockholm

Swedbank AB (früher FöreningsSparbanken, kurz FSB) ist ein schwedisches Kreditinstitut und eine der größten Banken in Nordeuropa und im Baltikum. Interimsdirektor der Bank ist Anders Karlsson.
Swedbank hat Zusammenarbeitsverträge mit etwa 80 kleinen und mittelgroßen freien Sparkassen, für die sie eine Reihe von administrativen Diensten abwickeln. Nur zwei schwedische Sparkassen sind keine Verträge eingegangen, die in Schonen aktiven Sparbanken Finn und Sparbanken Gripen in Lund, die sich 2010 zusammenschlossen.
Die Swedbank Group hat rund sieben Millionen Privatkunden und 400.000 Firmenkunden in Schweden, Lettland, Litauen und Estland. In den baltischen Ländern firmierte die Bank bis 2009 unter dem Namen Hansabank und hatte dort etwa 250 Filialen. In Schweden waren es vor der Finanzkrise mit 750 dreimal so viele.

## Geschichte
Die Geschichte ist immer wieder von Zusammenschlüssen und Namensänderungen durchzogen. Die umfassendste Fusion fand 1997 statt als sich Sparbanken Sverige und Föreningsbanken zusammenschlossen. Die gemeinsame Geschichte der beiden Banken reichte jedoch bis in das Jahr 1820 zurück, als die erste Sparkasse in Göteborg gegründet wurde. Bei der Fusion 1997 kaufte Sparbanken Sverige die kleinere Föreningsbanken.
In der schwedischen Bankenkrise standen die Sparbanken vor dem Aus, da die Abschreibungen auf faule Kredite das Eigenkapital überschritten. Die faulen Kredite wurden in eine Bad Bank ausgelagert, für die der Staat haftete. Um das Überleben der Bank zu sichern, musste die schwedische Regierung eine Garantie für alle Einlagen dieser Sparkasse geben.
In den baltischen Ländern geriet das Immobiliengeschäft von Swedbank während der Finanzkrise seit 2008 wegen vieler Zwangsräumungen in die Kritik. Diese wären in dieser Form in Schweden nicht möglich gewesen. Außerdem wurde im Mutterland das risikofreudige Geschäftsgebaren der Bank im Ausland insgesamt kritisiert. Die Kreditverluste im Baltikum führten dort zur Änderung des gut eingeführten Namens Hansabank in Swedbank.
Im Dezember 2011 fand ein Run auf die Bank statt. Etwa 10.000 Letten hoben am 11. Dezember insgesamt mehr als zehn Millionen Lats von ihren Konten ab, nachdem auf Twitter Gerüchte über eine Pleite der Bank verbreitet worden waren.
Seit 2008 (und dann wieder seit 2012) investiert Swedbank verstärkt über Franchise-Tochtergesellschaften auf dem spanischen Immobilienmarkt.
Im Jahr 2013 stellte Swedbank ihre Aktivitäten in Russland und der Ukraine ein. Die Niederlassung in der Ukraine wurde im April 2013 an den Haupteigentümer der (zum Teil im Besitz der US-amerikanischen Cargill-Gruppe befindlichen) Delta Bank in Kiew, Mykola Lahun verkauft.
Von 2008 bis 2012 wurden ca. 40 Prozent des Mitarbeiterbestands abgebaut.

## Verdächtige Transaktionen
Die FAZ berichtete am 20. Februar 2019 über Recherchen des schwedischen Fernsehsenders SVT, denen zufolge der Geldwäscheskandal der Danske Bank mit verdächtigen Transaktionen der Swedbank in Verbindung stehe. Die Swedbank räumte diese ein und hat darüber die Ermittlungsbehörden informiert. An der Börse brach der Aktienkurs von Swedbank am 20. Februar 2019 zeitweise um bis zu 12 Prozent ein. Der Fernsehsender berichtete auf Grundlage ihm vorliegender Unterlagen, dass rund 50 Kunden mit Verdachtsmerkmalen zwischen den baltischen Tochtergesellschaften der Swedbank und der Danske Bank in den Jahren 2007 bis 2015 mindestens 40 Milliarden Schwedische Kronen (umgerechnet 3,8 Milliarden Euro) transferiert hätten. Dem Bericht zufolge hätten die verdächtigen Kunden der Swedbank auffallen müssen, weil sie keine erkennbaren Geschäfte tätigten und als Briefkastenfirmen oder Strohmänner eingesetzt worden seien.